# Mikhail Hrabowski
Mikhail Iourevitch Hrabowski - en biélorusse : Міхаіл Юревіч Грабоўскі - ou Mikhaïl Iourievitch Grabovski - en russe : Михаил Юрьевич Грабовский - (né le 31 janvier 1984 à Potsdam en République démocratique allemande) est un joueur professionnel biélorusse de hockey sur glace.

## Carrière de joueur
Hrabowski a déménagé en Biélorussie à l'âge de deux ans à Minsk où il a été formé au HK Iounost Minsk. En 2003, il passe professionnel avec le Neftekhimik Nijnekamsk dans la Superliga. Il a été repêché par les Canadiens de Montréal lors du repêchage d'entrée dans la LNH 2004, à la 150e position. En 2005, il rejoint le HK Dinamo Moscou. En juillet 2006, il signe pour deux ans avec les Canadiens de Montréal prend ainsi part à leur camp d'entraînement, mais il fut retranché à la suite d'une blessure qui l'avait empêché de faire ses preuves dans le grand club.
Le 5 janvier 2007, les Canadiens de Montréal rappelèrent Hrabowski des Bulldogs de Hamilton et il joua son premier match dans la Ligue nationale de hockey le lendemain, contre les Rangers de New York. Il n'a pu réussir aucun point en trois matchs. Le 6 mars 2008, l'entraineur Guy Carbonneau laisse de côté Mikhail Hrabowski pour faire place à Mathieu Dandenault face
aux Coyotes de Phoenix. Le lendemain, il rate volontairement son vol pour
Los Angeles pour aller jouer contre les Kings afin de manifester son mécontentement. Il est néanmoins venu à l'entraînement.
Le 3 juillet 2008, il est échangé aux Maple Leafs de Toronto en retour des droits de Greg Pateryn et d'un choix de deuxième ronde au repêchage d'entrée dans la LNH 2010.
Le 1er juillet 2014, il signe un contrat de quatre ans avec les Islanders de New York pour un montant de 20 millions de dollars.
Le 21 juin 2017, les Golden Knights de Las Vegas ont acquis les droits de Mikhail en compagnie du défenseur Jake Bischoff, un choix de première ronde de 2017 et un choix de 2e ronde de 2019 en retour de considérations pour le repêchage d'expansion. Il ne joue plus dans la LNH depuis la saison 2015-2016 en raison de symptômes de commotion cérébrale.

## Carrière internationale

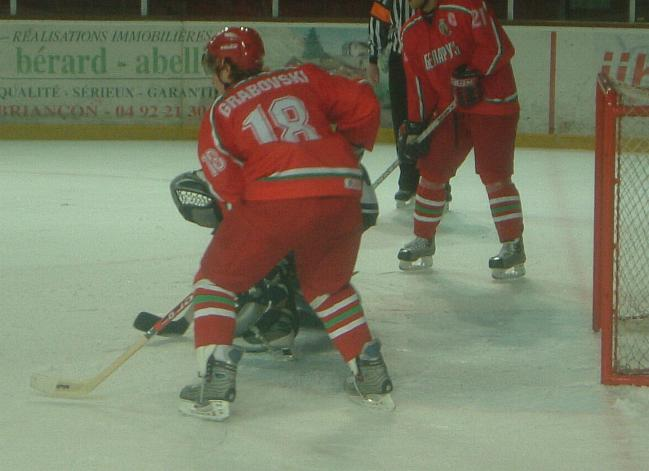
Hrabowski avec l'équipe de Biélorussie junior.

Il représente l'équipe de Biélorussie. Il a participé à plusieurs Championnats du monde. En février 2010, il est sélectionné pour les Jeux olympiques de Vancouver mais déclare forfait pour cause de blessure.

## Trophées et honneurs personnels

### Superliga
- 2006 : participe au Match des étoiles avec l'équipe ouest.

### Biélorussie
- 2011 : meilleur joueur d'année.

## Statistiques

### En club
| Saison     | Équipe                 | Ligue      |     | Saison régulière | Saison régulière | Saison régulière | Saison régulière | Saison régulière |   | Séries éliminatoires | Séries éliminatoires | Séries éliminatoires | Séries éliminatoires | Séries éliminatoires |
| Saison     | Équipe                 | Ligue      | PJ  | B                | A                | Pts              | Pun              | PJ               | B | A                    | Pts                  | Pun                  |                      |                      |
| 2003-2004  | Neftekhimik Nijnekamsk | Superliga  | 45  | 6                | 11               | 17               | 28               | 5                | 0 | 0                    | 0                    | 4                    |                      |                      |
| 2004-2005  | Neftekhimik Nijnekamsk | Superliga  | 60  | 16               | 20               | 36               | 34               | 3                | 2 | 0                    | 2                    | 2                    |                      |                      |
| 2005-2006  | HK Dinamo Moscou       | Superliga  | 48  | 10               | 18               | 28               | 28               | 4                | 0 | 0                    | 0                    | 4                    |                      |                      |
| 2006-2007  | Bulldogs de Hamilton   | LAH        | 66  | 17               | 37               | 54               | 34               | 20               | 4 | 7                    | 11                   | 21                   |                      |                      |
| 2006-2007  | Canadiens de Montréal  | LNH        | 3   | 0                | 0                | 0                | 0                | -                | - | -                    | -                    | -                    |                      |                      |
| 2007-2008  | Bulldogs de Hamilton   | LAH        | 12  | 8                | 12               | 20               | 6                | -                | - | -                    | -                    | -                    |                      |                      |
| 2007-2008  | Canadiens de Montréal  | LNH        | 24  | 3                | 6                | 9                | 8                | -                | - | -                    | -                    | -                    |                      |                      |
| 2008-2009  | Maple Leafs de Toronto | LNH        | 78  | 20               | 28               | 48               | 92               | -                | - | -                    | -                    | -                    |                      |                      |
| 2009-2010  | Maple Leafs de Toronto | LNH        | 59  | 10               | 25               | 35               | 10               | -                | - | -                    | -                    | -                    |                      |                      |
| 2010-2011  | Maple Leafs de Toronto | LNH        | 81  | 29               | 29               | 58               | 60               | -                | - | -                    | -                    | -                    |                      |                      |
| 2011-2012  | Maple Leafs de Toronto | LNH        | 74  | 23               | 28               | 51               | 51               | -                | - | -                    | -                    | -                    |                      |                      |
| 2012-2013  | HK CSKA Moscou         | KHL        | 29  | 12               | 12               | 24               | 10               | -                | - | -                    | -                    | -                    |                      |                      |
| 2012-2013  | Maple Leafs de Toronto | LNH        | 48  | 9                | 7                | 16               | 24               | 7                | 0 | 2                    | 2                    | 2                    |                      |                      |
| 2013-2014  | Capitals de Washington | LNH        | 58  | 13               | 22               | 35               | 26               | -                | - | -                    | -                    | -                    |                      |                      |
| 2014-2015  | Islanders de New York  | LNH        | 51  | 9                | 10               | 19               | 8                | 3                | 0 | 0                    | 0                    | 0                    |                      |                      |
| 2015-2016  | Islanders de New York  | LNH        | 58  | 9                | 16               | 25               | 33               | -                | - | -                    | -                    | -                    |                      |                      |
| Totaux LNH | Totaux LNH             | Totaux LNH | 534 | 125              | 171              | 296              | 312              | 10               | 0 | 2                    | 2                    | 2                    |                      |                      |

### En équipe nationale
| Année | Compétition                          |   | PJ | B | A | Pts | Pun | +/-                                 |  | Résultat |
| 2002  | Championnat du monde moins de 18 ans | 8 | 2  | 1 | 3 | 2   | -2  | 5e place de l'élite                 |  |          |
| 2002  | Championnat du monde junior          | 6 | 0  | 1 | 1 | 2   | -2  | 9e place de l'élite                 |  |          |
| 2003  | Championnat du monde junior          | 6 | 2  | 0 | 2 | 2   | -2  | 10e place de l'élite                |  |          |
| 2004  | Championnat du monde junior D1       | 5 | 4  | 5 | 9 | 0   | +3  | 1er place de la D1 groupe B         |  |          |
| 2004  | Championnat du monde D1              | 5 | 2  | 1 | 3 | 8   | +6  | 1er place de la division 1 groupe A |  |          |
| 2005  | Championnat du monde                 | 6 | 4  | 1 | 5 | 2   | -1  | 10e place de l'élite                |  |          |
| 2006  | Championnat du monde                 | 7 | 5  | 4 | 9 | 2   | +2  | 6e place de l'élite                 |  |          |
| 2008  | Championnat du monde                 | 5 | 0  | 3 | 3 | 0   | +4  | 9e place de l'élite                 |  |          |
| 2009  | Championnat du monde                 | 7 | 3  | 6 | 9 | 2   | -1  | 8e place                            |  |          |
| 2010  | Championnat du monde                 | 6 | 0  | 3 | 3 | 6   | -2  | 10e place                           |  |          |
| 2011  | Championnat du monde                 | 6 | 2  | 2 | 4 | 2   | 0   | 14e place                           |  |          |
| 2012  | Championnat du monde                 | 7 | 1  | 3 | 4 | 4   | -2  | 14e place                           |  |          |
| 2014  | Championnat du monde                 | 6 | 4  | 4 | 8 | 0   | +4  | 7e place                            |  |          |